# Agonoscelis puberula
Agonoscelis puberula är en insektsart som beskrevs av Carl Stål 1853. Agonoscelis puberula ingår i släktet Agonoscelis och familjen bärfisar. Inga underarter finns listade i Catalogue of Life.